# Seznam olympijských medailistů ve vzpírání
Toto je seznam olympijských medailistů ve vzpírání.

### Bantamová váha
| Rok      | Limit    | Zlato                                          | Stříbro                               | Bronz                                         | Bronz |
| -------- | -------- | ---------------------------------------------- | ------------------------------------- | --------------------------------------------- | ----- |
| LOH 1948 | –56 kg   | Joseph DePietro · Spojené státy americké (USA) | Julian Creus · Velká Británie (GBR)   | Richard Tom · Spojené státy americké (USA)    |       |
| LOH 1952 | –56 kg   | Ivan Udodov · Sovětský svaz (URS)              | Mahmoud Namjoo · Írán (IRI)           | Ali Mirzaei · Írán (IRI)                      |       |
| LOH 1956 | –56 kg   | Charles Vinci · Spojené státy americké (USA)   | Vladimir Stogov · Sovětský svaz (URS) | Mahmoud Namjoo · Írán (IRI)                   |       |
| LOH 1960 | –56 kg   | Charles Vinci · Spojené státy americké (USA)   | Jošinobu Mijake · Japonsko (JPN)      | Esmaeil Elmkhah · Írán (IRI)                  |       |
| LOH 1964 | –56 kg   | Alexej Vachonin · Sovětský svaz (URS)          | Imre Földi · Maďarsko (HUN)           | Shiro Ishinoseki · Japonsko (JPN)             |       |
| LOH 1968 | –56 kg   | Mohammad Nassiri · Írán (IRI)                  | Imre Földi · Maďarsko (HUN)           | Henryk Trębicki · Polsko (POL)                |       |
| LOH 1972 | 52–56 kg | Imre Földi · Maďarsko (HUN)                    | Mohammad Nassiri · Írán (IRI)         | Gennadij Četin · Sovětský svaz (URS)          |       |
| LOH 1976 | 52–56 kg | Norair Nurikjan · Bulharsko (BUL)              | Grzegorz Cziura · Polsko (POL)        | Kenkichi Ando · Japonsko (JPN)                |       |
| LOH 1980 | 52–56 kg | Daniel Núñez · Kuba (CUB)                      | Jurik Sarkisjan · Sovětský svaz (URS) | Tadeusz Dembonczyk · Polsko (POL)             |       |
| LOH 1984 | 52–56 kg | Wu Shude · Čína (CHN)                          | Lai Runming · Čína (CHN)              | Masahiro Kotaka · Japonsko (JPN)              |       |
| LOH 1988 | 52–56 kg | Oksen Mirzojan · Sovětský svaz (URS)           | He Yingqiang · Čína (CHN)             | Liu Shoubin · Čína (CHN)                      |       |
| LOH 1992 | 52–56 kg | Chun Byung-Kwan · Jižní Korea (KOR)            | Liu Shoubin · Čína (CHN)              | Luo Jianming · Čína (CHN)                     |       |
| LOH 1996 | 54–59 kg | Tang Lingsheng · Čína (CHN)                    | Leonidas Sampanis · Řecko (GRE)       | Nikolaj Pešalov · Bulharsko (BUL)             |       |
| LOH 2000 | –56 kg   | Halil Mutlu · Turecko (TUR)                    | Wu Wenxiong · Čína (CHN)              | Zhang Xiangxiang · Čína (CHN)                 |       |
| LOH 2004 | –56 kg   | Halil Mutlu · Turecko (TUR)                    | Wu Meijin · Čína (CHN)                | Sedat Artuç · Turecko (TUR)                   |       |
| LOH 2008 | –56 kg   | Lung Čching-čchüan · Čína (CHN)                | Hoàng Anh Tuấn · Vietnam (VIE)        | Eko Yuli Irawan · Indonésie (INA)             |       |
| LOH 2012 | –56 kg   | Om Jun-čchol · Severní Korea (PRK)             | Wu Ťing-piao · Čína (CHN)             | Valentin Xristov · Ázerbájdžán (AZE)          |       |
| LOH 2016 | –56 kg   | Long Qingquan · Čína (CHN)                     | Om Jun-čchol · Severní Korea (PRK)    | Sinphet Kruaithong · Thajsko (THA)            |       |
| LOH 2020 | –61 kg   | Li Fa-pin · Čína (CHN)                         | Eko Yuli Irawan · Indonésie (INA)     | Igor Son · Kazachstán (KAZ)                   |       |
| LOH 2024 | –61 kg   | Li Fa-pin · Čína (CHN)                         | Theerapong Silachai · Thajsko (THA)   | Hampton Morris · Spojené státy americké (USA) |       |

### Pérová váha
| Rok      | Limit    | Zlato                                           | Stříbro                                     | Bronz                                           | Bronz |
| -------- | -------- | ----------------------------------------------- | ------------------------------------------- | ----------------------------------------------- | ----- |
| LOH 1920 | –60 kg   | Frans De Haes · Belgie (BEL)                    | Alfred Schmidt · Estonsko (EST)             | Eugène Ryther · Švýcarsko (SUI)                 |       |
| LOH 1924 | –60 kg   | Pierino Gabetti · Itálie (ITA)                  | Andreas Stadler · Rakousko (AUT)            | Arthur Reinmann · Švýcarsko (SUI)               |       |
| LOH 1928 | –60 kg   | Franz Andrysek · Rakousko (AUT)                 | Pierino Gabetti · Itálie (ITA)              | Hans Wölpert · Německo (GER)                    |       |
| LOH 1932 | –60 kg   | Raymond Suvigny · Francie (FRA)                 | Hans Wölpert · Německo (GER)                | Anthony Terlazzo · Spojené státy americké (USA) |       |
| LOH 1936 | –60 kg   | Anthony Terlazzo · Spojené státy americké (USA) | Saleh Soliman · Egypt (EGY)                 | Ibrahim Shams · Egypt (EGY)                     |       |
| LOH 1948 | 56–60 kg | Mahmoud Fayad · Egypt (EGY)                     | Rodney Wilkes · Trinidad a Tobago (TRI)     | Jafar Salmassi · Írán (IRI)                     |       |
| LOH 1952 | 56–60 kg | Rafael Čimiškjan · Sovětský svaz (URS)          | Nikolaj Saksonov · Sovětský svaz (URS)      | Rodney Wilkes · Trinidad a Tobago (TRI)         |       |
| LOH 1956 | 56–60 kg | Isaac Berger · Spojené státy americké (USA)     | Jevgenij Minajev · Sovětský svaz (URS)      | Marian Zieliński · Polsko (POL)                 |       |
| LOH 1960 | 56–60 kg | Jevgenij Minajev · Sovětský svaz (URS)          | Isaac Berger · Spojené státy americké (USA) | Sebastiano Mannironi · Itálie (ITA)             |       |
| LOH 1964 | 56–60 kg | Jošinobu Mijake · Japonsko (JPN)                | Isaac Berger · Spojené státy americké (USA) | Mieczysław Nowak · Polsko (POL)                 |       |
| LOH 1968 | 56–60 kg | Jošinobu Mijake · Japonsko (JPN)                | Dito Shanidze · Sovětský svaz (URS)         | Jošijuki Mijake · Japonsko (JPN)                |       |
| LOH 1972 | 56–60 kg | Norair Nurikjan · Bulharsko (BUL)               | Dito Shanidze · Sovětský svaz (URS)         | Janos Benedek · Maďarsko (HUN)                  |       |
| LOH 1976 | 56–60 kg | Nikolay Kolesnikov · Sovětský svaz (URS)        | Georghi Todorov · Bulharsko (BUL)           | Kazumasa Hirai · Japonsko (JPN)                 |       |
| LOH 1980 | 56–60 kg | Viktor Mazin · Sovětský svaz (URS)              | Stefan Dimitrov · Bulharsko (BUL)           | Marek Seweryn · Polsko (POL)                    |       |
| LOH 1984 | 56–60 kg | Chen Weiqiang · Čína (CHN)                      | Gelu Radu · Rumunsko (ROU)                  | Tsai Wen-Yee · Tchaj-wan (TPE)                  |       |
| LOH 1988 | 56–60 kg | Naim Süleymanoğlu · Turecko (TUR)               | Stefan Topurov · Bulharsko (BUL)            | Ye Huanming · Čína (CHN)                        |       |
| LOH 1992 | 56–60 kg | Naim Süleymanoğlu · Turecko (TUR)               | Nikolaj Pešalov · Bulharsko (BUL)           | He Yingqiang · Čína (CHN)                       |       |
| LOH 1996 | 59–64 kg | Naim Süleymanoğlu · Turecko (TUR)               | Valerios Leonidis · Řecko (GRE)             | Xiao Jiangang · Čína (CHN)                      |       |
| LOH 2000 | 56–62 kg | Nikolaj Pešalov · Chorvatsko (CRO)              | Leonidas Sampanis · Řecko (GRE)             | Gennady Oleshchuk · Bělorusko (BLR)             |       |
| LOH 2004 | 56–62 kg | Shi Zhiyong · Čína (CHN)                        | Le Maosheng · Čína (CHN)                    | Israel José Rubio · Venezuela (VEN)             |       |
| LOH 2008 | 56–62 kg | Čang Siang-siang · Čína (CHN)                   | Diego Salazar · Kolumbie (COL)              | Triyatno · Indonésie (INA)                      |       |
| LOH 2012 | 56–62 kg | Kim Un-kuk · Severní Korea (PRK)                | Óscar Figueroa · Kolumbie (COL)             | Eko Yuli Irawan · Indonésie (INA)               |       |
| LOH 2016 | 56–62 kg | Óscar Figueroa · Kolumbie (COL)                 | Eko Yuli Irawan · Indonésie (INA)           | Farkhad Kharki · Kazachstán (KAZ)               |       |
| LOH 2020 | 61–67 kg | Chen Lijun · Čína (CHN)                         | Luis Javier Mosquera · Kolumbie (COL)       | Mirko Zanni · Itálie (ITA)                      |       |

### Lehká váha
| Rok      | Limit      | Zlato                                               | Stříbro                                             | Bronz                                   | Bronz |
| -------- | ---------- | --------------------------------------------------- | --------------------------------------------------- | --------------------------------------- | ----- |
| LOH 1920 | 60–67.5 kg | Alfred Neuland · Estonsko (EST)                     | Louis Williquet · Belgie (BEL)                      | Georges Rooms · Belgie (BEL)            |       |
| LOH 1924 | 60–67.5 kg | Edmond Decottignies · Francie (FRA)                 | Anton Zwerina · Rakousko (AUT)                      | Bohumil Durdis · Československo (TCH)   |       |
| LOH 1928 | 60–67.5 kg | Hans Haas · Rakousko (AUT)                          | nebyla udělena                                      | Fernand Arnout · Francie (FRA)          |       |
| LOH 1928 | 60–67.5 kg | Kurt Helbig · Německo (GER)                         | nebyla udělena                                      | Fernand Arnout · Francie (FRA)          |       |
| LOH 1932 | 60–67.5 kg | René Duverger · Francie (FRA)                       | Hans Haas · Rakousko (AUT)                          | Gastone Pierini · Itálie (ITA)          |       |
| LOH 1936 | 60–67.5 kg | Robert Fein · Rakousko (AUT)                        | nebyla udělena                                      | Karl Jansen · Německo (GER)             |       |
| LOH 1936 | 60–67.5 kg | Anwar Mesbah · Egypt (EGY)                          | nebyla udělena                                      | Karl Jansen · Německo (GER)             |       |
| LOH 1948 | 60–67.5 kg | Ibrahim Shams · Egypt (EGY)                         | Attia Hamouda · Egypt (EGY)                         | James Halliday · Velká Británie (GBR)   |       |
| LOH 1952 | 60–67.5 kg | Tommy Kono · Spojené státy americké (USA)           | Yevgeni Lopatin · Sovětský svaz (URS)               | Vern Barberis · Austrálie (AUS)         |       |
| LOH 1956 | 60–67.5 kg | Ihor Rybak · Sovětský svaz (URS)                    | Ravil Khabutdinov · Sovětský svaz (URS)             | Kim Chang-Hee · Jižní Korea (KOR)       |       |
| LOH 1960 | 60–67.5 kg | Viktor Bushuev · Sovětský svaz (URS)                | Tan Howe Liang · Singapur (SIN)                     | Abdul Wahid Aziz · Irák (IRQ)           |       |
| LOH 1964 | 60–67.5 kg | Waldemar Baszanowski · Polsko (POL)                 | Vladimir Kaplunov · Sovětský svaz (URS)             | Marian Zieliński · Polsko (POL)         |       |
| LOH 1968 | 60–67.5 kg | Waldemar Baszanowski · Polsko (POL)                 | Parviz Jalayer · Írán (IRI)                         | Marian Zieliński · Polsko (POL)         |       |
| LOH 1972 | 60–67.5 kg | Mucharby Kiržinov · Sovětský svaz (URS)             | Mladen Kutchev · Bulharsko (BUL)                    | Zbigniew Kaczmarek · Polsko (POL)       |       |
| LOH 1976 | 60–67.5 kg | Petro Korol · Sovětský svaz (URS)                   | Daniel Senet · Francie (FRA)                        | Kazimierz Czarnecki · Polsko (POL)      |       |
| LOH 1980 | 60–67.5 kg | Janko Rusev · Bulharsko (BUL)                       | Joachim Kunz · Německá demokratická republika (GDR) | Mincho Pachov · Bulharsko (BUL)         |       |
| LOH 1984 | 60–67.5 kg | Yao Jingyuan · Čína (CHN)                           | Andrei Socaci · Rumunsko (ROU)                      | Jouni Grönman · Finsko (FIN)            |       |
| LOH 1988 | 60–67.5 kg | Joachim Kunz · Německá demokratická republika (GDR) | Israil Militosyan · Sovětský svaz (URS)             | Li Jinhe · Čína (CHN)                   |       |
| LOH 1992 | 60–67.5 kg | Israil Militosyan · Sjednocený tým (EUN)            | Yoto Yotov · Bulharsko (BUL)                        | Andreas Behm · Německo (GER)            |       |
| LOH 1996 | 64–70 kg   | Zhan Xugang · Čína (CHN)                            | Kim Myong-Nam · Severní Korea (PRK)                 | Attila Feri · Maďarsko (HUN)            |       |
| LOH 2000 | 62–69 kg   | Galabin Boevski · Bulharsko (BUL)                   | Georgi Markov · Bulharsko (BUL)                     | Sergey Lavrenov · Bělorusko (BLR)       |       |
| LOH 2004 | 62–69 kg   | Zhang Guozheng · Čína (CHN)                         | Lee Bae-Young · Jižní Korea (KOR)                   | Nikolaj Pešalov · Chorvatsko (CRO)      |       |
| LOH 2008 | 62–69 kg   | Liao Chuej · Čína (CHN)                             | Vencelas Dabaya · Francie (FRA)                     | Yordanis Borrero · Kuba (CUB)           |       |
| LOH 2012 | 62–69 kg   | Lin Čching-feng · Čína (CHN)                        | Triyatno · Indonésie (INA)                          | Răzvan Martin · Rumunsko (ROU)          |       |
| LOH 2016 | 62–69 kg   | Shi Zhiyong · Čína (CHN)                            | Daniyar Ismayilov · Turecko (TUR)                   | Izzat Artykov · Kyrgyzstán (KGZ)        |       |
| LOH 2020 | 67–73 kg   | Shi Zhiyong · Čína (CHN)                            | Julio Mayora · Venezuela (VEN)                      | Rahmat Erwin Abdullah · Indonésie (INA) |       |
| LOH 2024 | 73 kg      | Rizki Juniansyah · Indonésie (INA)                  | Weeraphon Wichuma · Thajsko (THA)                   | Božidar Andrejev · Bulharsko (BUL)      |       |

### Střední váha
| Rok      | Limit      | Zlato                                          | Stříbro                                                | Bronz                                               | Bronz |
| -------- | ---------- | ---------------------------------------------- | ------------------------------------------------------ | --------------------------------------------------- | ----- |
| LOH 1920 | 67.5–75 kg | Henri Gance · Francie (FRA)                    | Pietro Bianchi · Itálie (ITA)                          | Albert Pettersson · Švédsko (SWE)                   |       |
| LOH 1924 | 67.5–75 kg | Carlo Galimberti · Itálie (ITA)                | Alfred Neuland · Estonsko (EST)                        | Jaan Kikkas · Estonsko (EST)                        |       |
| LOH 1928 | 67.5–75 kg | Roger François · Francie (FRA)                 | Carlo Galimberti · Itálie (ITA)                        | Guus Scheffer · Nizozemsko (NED)                    |       |
| LOH 1932 | 67.5–75 kg | Rudolf Ismayr · Německo (GER)                  | Carlo Galimberti · Itálie (ITA)                        | Karl Hipfinger · Rakousko (AUT)                     |       |
| LOH 1936 | 67.5–75 kg | Khadr El Touni · Egypt (EGY)                   | Rudolf Ismayr · Německo (GER)                          | Adolf Wagner · Německo (GER)                        |       |
| LOH 1948 | 67.5–75 kg | Frank Spellman · Spojené státy americké (USA)  | Peter George · Spojené státy americké (USA)            | Kim Sung-Jip · Jižní Korea (KOR)                    |       |
| LOH 1952 | 67.5–75 kg | Peter George · Spojené státy americké (USA)    | Gérard Gratton · Kanada (CAN)                          | Kim Sung-Jip · Jižní Korea (KOR)                    |       |
| LOH 1956 | 67.5–75 kg | Fyodor Bogdanovsky · Sovětský svaz (URS)       | Peter George · Spojené státy americké (USA)            | Ermanno Pignatti · Itálie (ITA)                     |       |
| LOH 1960 | 67.5–75 kg | Aleksandr Kurynov · Sovětský svaz (URS)        | Tommy Kono · Spojené státy americké (USA)              | Gyözö Veres · Maďarsko (HUN)                        |       |
| LOH 1964 | 67.5–75 kg | Hans Zdražila · Československo (TCH)           | Viktor Kurentsov · Sovětský svaz (URS)                 | Masashi Ouchi · Japonsko (JPN)                      |       |
| LOH 1968 | 67.5–75 kg | Viktor Kurentsov · Sovětský svaz (URS)         | Masashi Ouchi · Japonsko (JPN)                         | Karoly Bakos · Maďarsko (HUN)                       |       |
| LOH 1972 | 67.5–75 kg | Yordan Bikov · Bulharsko (BUL)                 | Mohamed Traboulsi · Libanon (LIB)                      | Anselmo Silvino · Itálie (ITA)                      |       |
| LOH 1976 | 67.5–75 kg | Yordan Mitkov · Bulharsko (BUL)                | Vartan Militosyan · Sovětský svaz (URS)                | Peter Wenzel · Německá demokratická republika (GDR) |       |
| LOH 1980 | 67.5–75 kg | Asen Zlatev · Bulharsko (BUL)                  | Aleksander Pervy · Sovětský svaz (URS)                 | Nedelcho Kolev · Bulharsko (BUL)                    |       |
| LOH 1984 | 67.5–75 kg | Karl-Heinz Radschinsky · Západní Německo (FRG) | Jacques Demers · Kanada (CAN)                          | Dragomir Cioroslan · Rumunsko (ROU)                 |       |
| LOH 1988 | 67.5–75 kg | Borislav Gidikov · Bulharsko (BUL)             | Ingo Steinhofel · Německá demokratická republika (GDR) | Aleksandr Varbanov · Bulharsko (BUL)                |       |
| LOH 1992 | 67.5–75 kg | Tudor Casapu · Sjednocený tým (EUN)            | Pablo Lara Rodriguez · Kuba (CUB)                      | Kim Myong-Nam · Severní Korea (PRK)                 |       |
| LOH 1996 | 70–76 kg   | Pablo Lara Rodriguez · Kuba (CUB)              | Yoto Yotov · Bulharsko (BUL)                           | Jon Chol-Ho · Severní Korea (PRK)                   |       |
| LOH 2000 | 69–77 kg   | Zhan Xugang · Čína (CHN)                       | Viktor Mitrou · Řecko (GRE)                            | Arsen Melikyan · Arménie (ARM)                      |       |
| LOH 2004 | 69–77 kg   | Taner Sağır · Turecko (TUR)                    | Sergey Filimonov · Kazachstán (KAZ)                    | Oleg Perepetchenov · Rusko (RUS)                    |       |
| LOH 2008 | 69–77 kg   | Sa Džä-hjuk · Jižní Korea (KOR)                | Li Chung-li · Čína (CHN)                               | Gevorg Davtyan · Arménie (ARM)                      |       |
| LOH 2012 | 69–77 kg   | Lü Siao-ťün · Čína (CHN)                       | Lu Haojie · Čína (CHN)                                 | Iván Cambar · Kuba (CUB)                            |       |
| LOH 2016 | 69–77 kg   | Lü Siao-ťün · Čína (CHN)                       | Mohamed Iháb Mahmúd · Egypt (EGY)                      | Chatuphum Chinnawong · Thajsko (THA)                |       |
| LOH 2020 | 73–81 kg   | Lü Siao-ťün · Čína (CHN)                       | Zacarías Bonnat · Dominikánská republika (DOM)         | Antonino Pizzolato · Itálie (ITA)                   |       |
| LOH 2024 | 89 kg      | Karlos Nasar · Bulharsko (BUL)                 | Yeison López · Kolumbie (COL)                          | Antonino Pizzolato · Itálie (ITA)                   |       |

### Polotěžká váha
| Rok      | Limit         | Zlato                                             | Stříbro                                       | Bronz                                               | Bronz |
| -------- | ------------- | ------------------------------------------------- | --------------------------------------------- | --------------------------------------------------- | ----- |
| LOH 1952 | 82.5 kg–90 kg | Norbert Schemansky · Spojené státy americké (USA) | Grigorij Novak · Sovětský svaz (URS)          | Lennox Kilgour · Trinidad a Tobago (TRI)            |       |
| LOH 1956 | 82.5 kg–90 kg | Arkadij Vorobjov · Sovětský svaz (URS)            | David Sheppard · Spojené státy americké (USA) | Jean Debuf · Francie (FRA)                          |       |
| LOH 1960 | 82.5 kg–90 kg | Arkadij Vorobjov · Sovětský svaz (URS)            | Trofim Lomakin · Sovětský svaz (URS)          | Louis Martin · Velká Británie (GBR)                 |       |
| LOH 1964 | 82.5 kg–90 kg | Vladimir Golovanov · Sovětský svaz (URS)          | Louis Martin · Velká Británie (GBR)           | Ireneusz Paliński · Polsko (POL)                    |       |
| LOH 1968 | 82.5 kg–90 kg | Kaarlo Kangasniemi · Finsko (FIN)                 | Jaan Talts · Sovětský svaz (URS)              | Marek Gołąb · Polsko (POL)                          |       |
| LOH 1972 | 82.5 kg–90 kg | Andon Nikolov · Bulharsko (BUL)                   | Atanas Shopov · Bulharsko (BUL)               | Hans Bettembourg · Švédsko (SWE)                    |       |
| LOH 1976 | 82.5 kg–90 kg | David Rigert · Sovětský svaz (URS)                | Lee James · Spojené státy americké (USA)      | Atanas Shopov · Bulharsko (BUL)                     |       |
| LOH 1980 | 82.5 kg–90 kg | Péter Baczakó · Maďarsko (HUN)                    | Rumen Aleksandrov · Bulharsko (BUL)           | Frank Mantek · Německá demokratická republika (GDR) |       |
| LOH 1984 | 82.5 kg–90 kg | Nicu Vlad · Rumunsko (ROU)                        | Dumitru Petre · Rumunsko (ROU)                | David Mercer · Velká Británie (GBR)                 |       |
| LOH 1988 | 82.5 kg–90 kg | Anatoly Khrapaty · Sovětský svaz (URS)            | Nail Mukhamedyarov · Sovětský svaz (URS)      | Slawomir Zawada · Polsko (POL)                      |       |
| LOH 1992 | 82.5 kg–90 kg | Akakios Kakiasvilis · Sjednocený tým (EUN)        | Sergey Syrtsov · Sjednocený tým (EUN)         | Sergiusz Wolczaniecki · Polsko (POL)                |       |
| LOH 1996 | 83–91 kg      | Alexej Petrov · Rusko (RUS)                       | Leonidas Kokas · Řecko (GRE)                  | Oliver Caruso · Německo (GER)                       |       |
| LOH 2000 | 85–94 kg      | Akakios Kakiasvilis · Řecko (GRE)                 | Szymon Kołecki · Polsko (POL)                 | Alexej Petrov · Rusko (RUS)                         |       |
| LOH 2004 | 85–94 kg      | Milen Dobrev · Bulharsko (BUL)                    | Khadjimourad Akkayev · Rusko (RUS)            | Eduard Tyukin · Rusko (RUS)                         |       |
| LOH 2008 | 85–94 kg      | Szymon Kołecki · Polsko (POL)                     | Arsen Kasabiev · Gruzie (GEO)                 | Yohandrys Hernández · Kuba (CUB)                    |       |
| LOH 2012 | 85–94 kg      | Ilja Ilin · Kazachstán (KAZ)                      | Alexandr Ivanov · Rusko (RUS)                 | Anatolie Cîrîcu · Moldavsko (MDA)                   |       |
| LOH 2016 | 85–94 kg      | Sohráb Morádí · Írán (IRI)                        | Vadzim Stralcou · Bělorusko (BLR)             | Aurimas Didžbalis · Litva (LTU)                     |       |
| LOH 2020 | 81–96 kg      | Fares Ibrahim · Katar (QAT)                       | Keydomar Vallenilla · Venezuela (VEN)         | Anton Pliesnoi · Gruzie (GEO)                       |       |

### Těžká váha
| Rok      | Limit      | Zlato                                               | Stříbro                                           | Bronz                                                     | Bronz |
| -------- | ---------- | --------------------------------------------------- | ------------------------------------------------- | --------------------------------------------------------- | ----- |
| LOH 1920 | +82.5 kg   | Filippo Bottino · Itálie (ITA)                      | Joseph Alzin · Lucembursko (LUX)                  | Louis Bernot · Francie (FRA)                              |       |
| LOH 1924 | +82.5 kg   | Giuseppe Tonani · Itálie (ITA)                      | Franz Aigner · Rakousko (AUT)                     | Harald Tammer · Estonsko (EST)                            |       |
| LOH 1928 | +82.5 kg   | Josef Strassberger · Německo (GER)                  | Arnold Luhaäär · Estonsko (EST)                   | Jaroslav Skobla · Československo (TCH)                    |       |
| LOH 1932 | +82.5 kg   | Jaroslav Skobla · Československo (TCH)              | Václav Pšenička · Československo (TCH)            | Josef Strassberger · Německo (GER)                        |       |
| LOH 1936 | +82.5 kg   | Josef Manger · Německo (GER)                        | Václav Pšenička · Československo (TCH)            | Arnold Luhaäär · Estonsko (EST)                           |       |
| LOH 1948 | +82.5 kg   | John Davis · Spojené státy americké (USA)           | Norbert Schemansky · Spojené státy americké (USA) | Abraham Charite · Nizozemsko (NED)                        |       |
| LOH 1952 | +90 kg     | John Davis · Spojené státy americké (USA)           | James Bradford · Spojené státy americké (USA)     | Humberto Selvetti · Argentina (ARG)                       |       |
| LOH 1956 | +90 kg     | Paul Edward Anderson · Spojené státy americké (USA) | Humberto Selvetti · Argentina (ARG)               | Alberto Pigiani · Itálie (ITA)                            |       |
| LOH 1960 | +90 kg     | Jurij Vlasov · Sovětský svaz (URS)                  | James Bradford · Spojené státy americké (USA)     | Norbert Schemansky · Spojené státy americké (USA)         |       |
| LOH 1964 | +90 kg     | Leonid Žabotinskij · Sovětský svaz (URS)            | Jurij Vlasov · Sovětský svaz (URS)                | Norbert Schemansky · Spojené státy americké (USA)         |       |
| LOH 1968 | +90 kg     | Leonid Žabotinskij · Sovětský svaz (URS)            | Serge Reding · Belgie (BEL)                       | Joseph Dube · Spojené státy americké (USA)                |       |
| LOH 1972 | 90–110 kg  | Jaan Talts · Sovětský svaz (URS)                    | Aleksandar Krajčev · Bulharsko (BUL)              | Stefan Grützner · Německá demokratická republika (GDR)    |       |
| LOH 1976 | 90–110 kg  | Jurij Zajcev · Sovětský svaz (URS)                  | Krstju Semerdžhiev · Bulharsko (BUL)              | Tadeusz Rutkowski · Polsko (POL)                          |       |
| LOH 1980 | 100–110 kg | Leonid Taraněnko · Sovětský svaz (URS)              | Valentin Christov · Bulharsko (BUL)               | György Szalai · Maďarsko (HUN)                            |       |
| LOH 1984 | 100–110 kg | Norberto Oberburger · Itálie (ITA)                  | Stefan Tasnadi · Rumunsko (ROU)                   | Guy Carlton · Spojené státy americké (USA)                |       |
| LOH 1988 | 100–110 kg | Jurij Zacharevič · Sovětský svaz (URS)              | József Jacsó · Maďarsko (HUN)                     | Ronny Weller · Německá demokratická republika (GDR)       |       |
| LOH 1992 | 100–110 kg | Ronny Weller · Německo (GER)                        | Artour Akoev · Sjednocený tým (EUN)               | Stefan Botev · Bulharsko (BUL)                            |       |
| LOH 1996 | 99–108 kg  | Tymur Tajmazov · Ukrajina (UKR)                     | Sergej Syrcov · Rusko (RUS)                       | Nicu Vlad · Rumunsko (ROU)                                |       |
| LOH 2000 | 94–105 kg  | Hossein Tavakkoli · Írán (IRI)                      | Alan Cagaev · Bulharsko (BUL)                     | Said Asaad · Katar (QAT)                                  |       |
| LOH 2004 | 94–105 kg  | Dmitrij Berestov · Rusko (RUS)                      | Ihor Razoronov · Ukrajina (UKR)                   | Gleb Pisarevskij · Rusko (RUS)                            |       |
| LOH 2008 | 94–105 kg  | Andrei Aramnau · Bělorusko (BLR)                    | Dmitrij Klokov · Rusko (RUS)                      | Marcin Dołęga · Polsko (POL)                              |       |
| LOH 2012 | 94–105 kg  | Navab Nasirshelal · Írán (IRI)                      | Bartłomiej Bonk · Polsko (POL)                    | Ivan Efremov · Uzbekistán (UZB)                           |       |
| LOH 2016 | 94–105 kg  | Ruslan Nurudinov · Arménie (ARM)                    | Simon Martirosjan · Arménie (ARM)                 | Alexandr Zajčikov · Kazachstán (KAZ)                      |       |
| LOH 2020 | 96–109 kg  | Akbar Djuraev · Uzbekistán (UZB)                    | Simon Martirosyan · Arménie (ARM)                 | Artūrs Plēsnieks · Lotyšsko (LAT)                         |       |
| LOH 2024 | 102 kg     | Liou Chuan-chua · Čína (CHN)                        | Akbar Džurajev · Uzbekistán (UZB)                 | Yauheni Cichancu · Individuální neutrální sportovci (AIN) |       |

### Supertěžká váha
| Rok      | Limit   | Zlato                                      | Stříbro                                              | Bronz                                               | Bronz |
| -------- | ------- | ------------------------------------------ | ---------------------------------------------------- | --------------------------------------------------- | ----- |
| LOH 1972 | +110 kg | Vasilij Alexejev · Sovětský svaz (URS)     | Rudolf Mang · Západní Německo (FRG)                  | Gerd Bonk · Německá demokratická republika (GDR)    |       |
| LOH 1976 | +110 kg | Vasilij Alexejev · Sovětský svaz (URS)     | Gerd Bonk · Německá demokratická republika (GDR)     | Helmut Losch · Německá demokratická republika (GDR) |       |
| LOH 1980 | +110 kg | Sultan Rakhmanov · Sovětský svaz (URS)     | Jürgen Heuser · Německá demokratická republika (GDR) | Tadeusz Rutkowski · Polsko (POL)                    |       |
| LOH 1984 | +110 kg | Dean Lukin · Austrálie (AUS)               | Mario Martinez · Spojené státy americké (USA)        | Manfred Nerlinger · Západní Německo (FRG)           |       |
| LOH 1988 | +110 kg | Aleksandr Kurlovich · Sovětský svaz (URS)  | Manfred Nerlinger · Západní Německo (FRG)            | Martin Zawieja · Západní Německo (FRG)              |       |
| LOH 1992 | +110 kg | Aleksandr Kurlovich · Sjednocený tým (EUN) | Leonid Taraněnko · Sjednocený tým (EUN)              | Manfred Nerlinger · Německo (GER)                   |       |
| LOH 1996 | +108 kg | Andrei Chemerkin · Rusko (RUS)             | Ronny Weller · Německo (GER)                         | Stefan Botev · Austrálie (AUS)                      |       |
| LOH 2000 | +105 kg | Hossein Rezazadeh · Írán (IRI)             | Ronny Weller · Německo (GER)                         | Andrei Chemerkin · Rusko (RUS)                      |       |
| LOH 2004 | +105 kg | Hossein Rezazadeh · Írán (IRI)             | Viktors Ščerbatihs · Lotyšsko (LAT)                  | Velichko Cholakov · Bulharsko (BUL)                 |       |
| LOH 2008 | +105 kg | Matthias Steiner · Německo (GER)           | Jevgenij Čigišev · Rusko (RUS)                       | Viktors Ščerbatihs · Lotyšsko (LAT)                 |       |
| LOH 2012 | +105 kg | Behdád Salímí · Írán (IRI)                 | Sadžád Anúšíravání · Írán (IRI)                      | Ruslan Albegov · Rusko (RUS)                        |       |
| LOH 2016 | +105 kg | Laša Talachadze · Gruzie (GEO)             | Gor Minasjan · Arménie (ARM)                         | Irakli Turmanidze · Gruzie (GEO)                    |       |
| LOH 2020 | +109 kg | Laša Talachadze · Gruzie (GEO)             | Ali Davoudi · Írán (IRI)                             | Man Asaad · Sýrie (SYR)                             |       |
| LOH 2024 | +102 kg | Laša Talachadze · Gruzie (GEO)             | Varazdat Lalajan · Arménie (ARM)                     | Gor Minasjan · Bahrajn (BRN)                        |       |

## Zrušené disciplíny

### Muší váha
| Rok      | Limit | Zlato                     | Stříbro               | Bronz                    |
| LOH 1972 | 52 kg | Zygmunt Smalcerz (POL)    | Lajos Szűcs (HUN)     | Sándor Holczreiter (HUN) |
| LOH 1976 | 52 kg | Alexandr Voronin (URS)    | György Kőszegi (HUN)  | Mohammad Nassiri (IRI)   |
| LOH 1980 | 52 kg | Kanybek Osmonaliyev (URS) | Ho Bong Choi (PRK)    | Han Gyong Si (PRK)       |
| LOH 1984 | 52 kg | Zeng Guoqiang (CHN)       | Zhou Peishun (CHN)    | Kazushito Manabe (JPN)   |
| LOH 1988 | 52 kg | Sevdalin Marinov (BUL)    | Chun Byung-Kwan (KOR) | He Zhuoqiang (CHN)       |
| LOH 1992 | 52 kg | Ivan Ivanov (BUL)         | Lin Qisheng (CHN)     | Traian Cihărean (ROU)    |
| LOH 1996 | 54 kg | Halil Mutlu (TUR)         | Zhang Xiangsen (CHN)  | Sevdalin Minchev (BUL)   |

### Lehkotěžká váha
| Rok      | Limit      | Zlato                                           | Stříbro                                         | Bronz                                       | Bronz |
| -------- | ---------- | ----------------------------------------------- | ----------------------------------------------- | ------------------------------------------- | ----- |
| LOH 1920 | 75–82.5 kg | Ernest Cadine · Francie (FRA)                   | Fritz Hünenberger · Švýcarsko (SUI)             | Erik Pettersson · Švédsko (SWE)             |       |
| LOH 1924 | 75–82.5 kg | Charles Rigoulot · Francie (FRA)                | Fritz Hünenberger · Švýcarsko (SUI)             | Leopold Friedrich · Rakousko (AUT)          |       |
| LOH 1928 | 75–82.5 kg | El Sayed Nosseir · Egypt (EGY)                  | Louis Hostin · Francie (FRA)                    | Jan Verheijen · Nizozemsko (NED)            |       |
| LOH 1932 | 75–82.5 kg | Louis Hostin · Francie (FRA)                    | Svend Olsen · Dánsko (DEN)                      | Henry Duey · Spojené státy americké (USA)   |       |
| LOH 1936 | 75–82.5 kg | Louis Hostin · Francie (FRA)                    | Eugen Deutsch · Německo (GER)                   | Ibrahim Wasif · Egypt (EGY)                 |       |
| LOH 1948 | 75–82.5 kg | Stanley Stanczyk · Spojené státy americké (USA) | Harold Sakata · Spojené státy americké (USA)    | Gösta Magnusson · Švédsko (SWE)             |       |
| LOH 1952 | 75–82.5 kg | Trofim Lomakin · Sovětský svaz (URS)            | Stanley Stanczyk · Spojené státy americké (USA) | Arkadij Vorobjov · Sovětský svaz (URS)      |       |
| LOH 1956 | 75–82.5 kg | Tommy Kono · Spojené státy americké (USA)       | Vasili Stepanov · Sovětský svaz (URS)           | James George · Spojené státy americké (USA) |       |
| LOH 1960 | 75–82.5 kg | Ireneusz Paliński · Polsko (POL)                | James George · Spojené státy americké (USA)     | Jan Bochenek · Polsko (POL)                 |       |
| LOH 1964 | 75–82.5 kg | Rudolf Plyukfelder · Sovětský svaz (URS)        | Géza Tóth · Maďarsko (HUN)                      | Gyõzõ Veres · Maďarsko (HUN)                |       |
| LOH 1968 | 75–82.5 kg | Boris Selitsky · Sovětský svaz (URS)            | Vladimir Belyayev · Sovětský svaz (URS)         | Norbert Ozimek · Polsko (POL)               |       |
| LOH 1972 | 75–82.5 kg | Leif Jenssen · Norsko (NOR)                     | Norbert Ozimek · Polsko (POL)                   | György Horvath · Maďarsko (HUN)             |       |
| LOH 1976 | 75–82.5 kg | Valerij Šarij · Sovětský svaz (URS)             | Trendafil Stoitchev · Bulharsko (BUL)           | Peter Baczako · Maďarsko (HUN)              |       |
| LOH 1980 | 75–82.5 kg | Jurik Vardanjan · Sovětský svaz (URS)           | Blagoy Blagoev · Bulharsko (BUL)                | Dušan Poliačik · Československo (TCH)       |       |
| LOH 1984 | 75–82.5 kg | Petre Becheru · Rumunsko (ROU)                  | Robert Kabbas · Austrálie (AUS)                 | Ryoji Isaoka · Japonsko (JPN)               |       |
| LOH 1988 | 75–82.5 kg | Israil Arsamakov · Sovětský svaz (URS)          | Istvan Messzi · Maďarsko (HUN)                  | Lee Kyung-Kun · Jižní Korea (KOR)           |       |
| LOH 1992 | 75–82.5 kg | Pyrros Dimas · Řecko (GRE)                      | Krzysztof Siemion · Polsko (POL)                | none awarded                                |       |
| LOH 1996 | 76–83 kg   | Pyrros Dimas · Řecko (GRE)                      | Marc Huster · Německo (GER)                     | Andrzej Cofalik · Polsko (POL)              |       |
| LOH 2000 | 77–85 kg   | Pyrros Dimas · Řecko (GRE)                      | Marc Huster · Německo (GER)                     | Giorgi Asanidze · Gruzie (GEO)              |       |
| LOH 2004 | 77–85 kg   | Giorgi Asanidze · Gruzie (GEO)                  | Andrej Rybakou · Bělorusko (BLR)                | Pyrros Dimas · Řecko (GRE)                  |       |
| LOH 2008 | 77–85 kg   | Lu Jung · Čína (CHN)                            | Tigran Varban Martirosjan · Arménie (ARM)       | Jadier Valladares · Kuba (CUB)              |       |
| LOH 2012 | 77–85 kg   | Adrian Zieliński · Polsko (POL)                 | Apti Aukhadov · Rusko (RUS)                     | Kjánúš Rostamí · Írán (IRI)                 |       |
| LOH 2016 | 77–85 kg   | Kjánúš Rostamí · Írán (IRI)                     | Tchien Tchao · Čína (CHN)                       | Gabriel Sîncrăian · Rumunsko (ROU)          |       |

### První těžká váha
| Rok      | Limit     | Zlato                                  | Stříbro                               | Bronz                                     | Bronz |
| -------- | --------- | -------------------------------------- | ------------------------------------- | ----------------------------------------- | ----- |
| LOH 1980 | 90–100 kg | Ota Zaremba · Československo (TCH)     | Igor Nikitin · Sovětský svaz (URS)    | Alberto Blanco · Kuba (CUB)               |       |
| LOH 1984 | 90–100 kg | Rolf Milser · Západní Německo (FRG)    | Vasile Groapa · Rumunsko (ROU)        | Pekka Niemi · Finsko (FIN)                |       |
| LOH 1988 | 90–100 kg | Pavel Kuznetsov · Sovětský svaz (URS)  | Nicu Vlad · Rumunsko (ROU)            | Peter Immesberger · Západní Německo (FRG) |       |
| LOH 1992 | 90–100 kg | Viktor Tregubov · Sjednocený tým (EUN) | Tymur Tajmazov · Sjednocený tým (EUN) | Waldemar Malak · Polsko (POL)             |       |
| LOH 1996 | 91–99 kg  | Akakios Kakiasvilis · Řecko (GRE)      | Anatoly Khrapaty · Kazachstán (KAZ)   | Denys Gotfrid · Ukrajina (UKR)            |       |